# La Buissière
|  | Per a altres significats, vegeu «Labuissière». |

La Buissière és un municipi de la regió d'Alvèrnia-Roine-Alps, departament de la Isera. El 2021 tenia 777 habitants.